# Annika Hallin
Pour les articles homonymes, voir Hallin.
Annika Susanne Hallin, née le 16 février 1968 à Hägersten (Stockholm), est une actrice suédoise.

## Biographie
Annika Hallin grandit à Spånga. Dans sa jeunesse, elle commence sa carrière théâtrale au RoJteatern de Handen et participe à plusieurs productions, notamment dans le rôle de Charlotte Bremer dans la pièce sur la vie de l'auteure et féministe suédoise Fredrika Bremer. Elle étudie ensuite le théâtre à Södra Latin puis au Teaterhögskolan i Stockholm (sv) (Académie nationale suédoise du mime et du théâtre), de 1995 à 1999. En 2001, Annika Hallin cofonde le Teater Nova.
Tout en jouant au théâtre Riksteatern (sv)/Judiska teatern (sv) la pièce Stilla Vatten en 2002, elle travaille avec le metteur en scène, dramaturge et auteur suédois Lars Norén avec qui elle forme un couple et est mariée, de 2007 à 2013. Elle a trois filles, la plus jeune avec Lars Norén et les ainées issues d'une relation antérieure,.
Annika Hallin est également apparue dans plusieurs films et productions télévisées. Pour son rôle dans I taket lyser stjärnorna (sv), elle est nommée pour le prix de la meilleure actrice dans un second rôle aux prix Guldbagge 2010.

## Filmographie partielle

### Au cinéma
- 2000 : En Häxa i familjen (sv)
- 2005 : Vinterkyss de Kristoffer Joner
- 2007 : Arn, chevalier du Temple (Arn – Tempelriddaren)
- 2008 : Les Joies de la famille
- 2009 : Un été suédois (Flickan)
- 2009 : d'après la trilogie « Millénium » (Millennium) de Stieg Larsson  
  -  Millénium (Män som hatar kvinnor)
  - Millénium 2 : La Fille qui rêvait d'un bidon d'essence et d'une allumette (Flickan som lekte med elden)
  - Millénium 3 : La Reine dans le palais des courants d'air (Luftslottet som sprungdes)
- 2009 : I taket lyser stjärnorna (sv)
- 2011 : Stockholm Express (Stockholm Östra) de Simon Kaijser da Silva : Minnas mamma
- 2021 : Margrete : Reine du Nord (Margrete den første)
- 2023 : Un jour et demi (En dag och en halv) : Dr. Gardelius

### À la télévision
- 2002 : Beck (Beck) (série TV, 1 épisode)
- 2010 : Wallander : Enquêtes criminelles  (série télévisée, épisode The Heritage)
- 2012 : Annika Bengtzon  (série de téléfilms, épisode Le Loup Rouge)
- 2013 : Les Enquêtes d'Érica  (série télévisée, épisode Der Tod taucht auf)
- 2015 : Occupied  (série télévisée, 2 épisodes)
- 2015-2016 : Modus (série télévisée) : Hedvig Nyström
- 2016 : Maria Wern, Kripo Gotland  (épisode La Victime)
- 2018 : Stockholm Requiem (Sthlm Rekviem) (série télévisée) :

## Récompenses et distinctions
- Prix Amanda 2005 : prix Amanda de la meilleure actrice (Årets kvinnelige skuespiller) pour Vinterkyss
- Prix Guldbagge 2010 : nomination au prix de la meilleure actrice dans un second rôle pour I taket lyser stjärnorna (sv)